# Euselasia fournierae
Euselasia fournierae är en fjärilsart som beskrevs av Percy I. Lathy 1924. Euselasia fournierae ingår i släktet Euselasia och familjen Riodinidae. Inga underarter finns listade i Catalogue of Life.